# Človeška ribica
Človéška ríbica, tudi močeríl ali próteus (znanstveno ime Proteus anguinus) je dvoživka, ki živi v podzemnih vodah Dinarskega krasa od porečja reke Soče pri Trstu v Italiji, preko južne Slovenije in jugozahodne Hrvaške do reke Trebišnjice v Hercegovini. Je edini evropski predstavnik družine močerilarjev (Proteidae), edini predstavnik rodu Proteus in edini jamski vretenčar v Evropi. Preostalih šest predstavnikov družine uvrščamo v rod Necturus. Živijo na vzhodu ZDA, kjer naseljujejo površinske vode.
Večina sorodnikov močerila (močeradi in pupki, žabe) ima ličinke v vodi, po preobrazbi (metamorfozi) pa gre odrasla žival na kopno in ponovno odloži jajca v vodo. Močeril se ne preobrazi, je neotenična žival, kar pomeni, da še odrasel in spolno zrel ohrani nekatere mladostne (juvenilne) znake ličinke zaradi upočasnjenega telesnega razvoja. Ohrani zunanje škrge, škržne reže in kožo z mnogimi značilnostmi ličinke. Beli močeril je tudi troglomorfen - ima zunanjo podobo jamskih živali: koža je običajno brez temnega pigmenta, ima pokrnele oči z ostanki očesne leče in s propadajočimi čutilnimi celicami v mrežnici, rast glave pa je nesorazmerna v dolžino s podaljšanim in prisekanim gobčkom. Je tudi biološko prilagojen na podzemlje: potreba po hrani je sorazmerno majhna, presnova upočasnjena, osebni razvoj počasen, število potomcev pa majhno; nekatera čutila, elektroreceptorne ampularne organe in notranje uho ima bolj razvita kot površinske dvoživke.
Močeril je dinarski endemit, njegova razširjenost je torej omejena na Dinarski kras. Črni močeril pa je še ožji, verjetno belokranjski endemit. Obenem je močeril relikt, torej ostanek neke favne, ki je naseljevala širše območje v davni preteklosti.

## Telesna zgradba

### Zunanji videz
Ima telo kačaste oblike, ki zraste 20 do 30, izjemoma 40 cm v dolžino. Trup je valjast in po vsej dolžini enakomerno debel, v enakomernih razmikih ga obdajajo bolj ali manj izrazite prečne brazde - meje med miomerami. Rep je razmeroma kratek, od strani sploščen, obroblja ga kožnata plavut. Okončine so tanke in reducirane - sprednje noge imajo tri, zadnje pa dva prsta. Koža je tanka, v njej v naravnih pogojih ni pigmenta melanina, ampak bolj ali manj izrazit rumeni "pigment" riboflavin , zato je rumenkasto-bela oz. rožnata zaradi prekrvavljenosti kot človeška koža, na trebušni strani skoznjo prosevajo notranji organi. Zaradi svoje barve je človeška ribica tudi dobila pridevnik »človeška«. Vendar pa ima še vedno sposobnost tvorbe kožnega pigmenta, melanina - ob dolgotrajnejšem osvetljevanju njena koža potemni, pigment pa se običajno pojavi tudi pri mladičih. Nesorazmerno podaljšana glava se končuje s prisekanim in sploščenim gobčkom  . Ustna odprtina je majhna. V ustih so drobni zobje, nameščeni kot rešeto, ki zadržuje večje delce. Nosnici sta zelo majhni in težko opazni, ležita nekoliko bočno blizu konice gobca. Zakrnele oči prerašča koža. Diha z zunanjimi škrgami (po 3 razvejeni šopi na vsaki strani tik za glavo); škrge so zaradi krvi, ki proseva skozi steno, živordeče. Ima tudi preprosta pljuča, vendar je vloga kožnega in pljučnega dihanja drugotna. Samci se navzven ločijo od samic le po nekoliko debelejši kloaki.

### Čutila
Čutilni sistem človeške ribice je prilagojen na življenje v vodnem jamskem okolju. Pomanjkanje svetlobe in s tem povezano nezmožnost uporabe vida za orientacijo kompenzira z drugimi čutili, ki so bolje razvita kot pri dvoživkah, ki živijo v površinskih okoljih. Neproporcionalna rast glave, ki se kaže predvsem v močno podaljšanem sprednjem delu, je verjetno prilagoditev na jamski način življenja. Podobno nesorazmerno podaljšanje glave je ugotovljeno tudi pri ameriških repatih dvoživkah, ki so bolj ali manj vezane na jamska okolja. Na povečanem sprednjem delu glave so namreč strateško razporejeni mehano- in elektroreceptorni čutilni organi pobočnice.

#### Fotoreceptorji
Oči so pokrnele, vendar še vedno občutljive za svetlobo. Ležijo globoko v podkožju in so le včasih, posebej pri mladih osebkih, vidne skozi kožo. Pri ličinkah so oči sorazmerno normalno razvite, a se pri štirih mesecih življenja začenjajo umikati v tkiva na glavi ter nazadnje pokrnijo. Tudi pinealni organ človeške ribice ima pokrnele fotoreceptorne celice in vsebujejo vidni pigment  kot pokrnele celice v mrežnici  oči. Verjetno pa ohranja tudi funkcijo žleze, ki uravnava nekatere fiziološke funkcije organizma . Vedenjske raziskave močerila so pokazale, da je na svetlobo občutljiva njegova koža. Svetlobno občutljivost kože omogoča vidni pigment melanopsin, ki se nahaja v posebnih celicah (melanoforah) v koži. Preliminarne analize so  pri močerilu podkrepile domnevo, da je svetlobno občutljiv vidni prigment prisoten tudi v njegovi koži .

#### Kemoreceptorji
Človeške ribice so sposobne zaznati zelo nizke koncentracije kemijskih spojin, plen v vodi zaznavajo učinkoviteje od sorodnih dvoživk, tako njegovo številčnost, kot tudi to, ali je plen živ ali ne. Vohalni epitel je debelejši kot pri ostalih dvoživkah, nahaja se na notranji strani nosnic in jacobsonovem organu. Okušalni brstiči se nahajajo v ustni sluznici, največ na zgornji strani jezika in vhodih v škržne reže. Tisti v ustni votlini služijo okušanju hrane, tisti ob škrgah pa verjetno zaznavanju kemijske sestave vode 

#### Mehano- in elektroreceptorji
Čutilni epiteli notranjega ušesa so specifično  razviti in omogočajo človeški ribici zaznavanje zvočnega valovanja v vodi in vibracij s podlage. Čutnice so zelo kompleksno strukturno in funkcionalno usmerjene, zaradi česar bi lahko močeril zaznaval smer, od koder prihaja zvočno valovanje ,. Prvi vedenjski poskusi so pokazali, da sega njegova občutljivost za zaznavanje podvodnega zvočnega valovanja  v območje frekvenc od 10 Hz do 10.000 Hz in tudi višje, do 15.000 Hz . Čutilno vlogo notranjega ušesa dopolnjuje pobočnica, katere čutnice zaznavajo valovanje vode zelo nizkih frekvenc in druge bližnje premike v vodi.
Na glavi človeške ribice so raziskovalci odkrili novo vrsto čutilnih organov. S poglobljeno ultrastrukturno analizo kijasto oblikovanih čutilnih elementov so podprli domnevo, da so to elektroreceptorni ampularni organi . Ampularni organi zaznavajo šibka električna polja živalskega in neživega izvora v okolju in posredujejo živali informacije za komunikacijo in orientacijo, hkrati pa omogočajo zaznavanje plena.
Tako kot nekateri drugi vodni vretenčarji, so tudi človeške ribice očitno sposobne zaznavati šibka električna polja.

#### Orientacija po zemeljskem magnetnem polju
Nekatere vedenjske raziskave pri močerilu kažejo tudi na sposobnost orientacije po zemeljskem magnetnem polju.
V vedenjskem poskusu plava človeška ribica v manjši okrogli posodi, ki s svojo obliko ne vpliva na orientacijo. Posodo obdajajo velike tuljave, s katerimi se spreminja magnetno polje. Dogajanje beleži infrardeča videokamera (snemanje ob vidni svetlobi bi žival motilo). Računalnik po posebnem programu vsakih 5 sekund shrani sliko in jo sproti analizira: spremlja gibanje živali in zapisuje, v katero smer je bila obrnjena v določenem trenutku. Veliko število tako zbranih podatkov se obdeluje s statističnim programom, ki iz sprva nepregledne množice podatkov (v enem dnevu se jih nabere okrog 7000) izračuna, ali je človeška ribica kakšno smer izbrala značilno večkrat kot vse druge. Izračun se lahko predstavi z grafom .

## Življenje v temi
Embrionalni razvoj človeške ribice traja 140 dni pri 10oC, spolno pa dozori šele po 14 letih življenja. Po skoraj štirih mesecih postanejo ličinke po obliki podobne odraslim živalim. Trajanje razvoja je močno odvisno od temperature vode. Obstajajo nepotrjena pričevanja o živorodnosti, vendar pa imajo samice žlezo, značilno za nekatere ribe in jajcerodne dvoživke, ki izloča sestavine jajčne ovojnice. Dolgo časa je zato veljalo prepričanje, da samice pri nižjih temperaturah, pod 15oC kotijo mladiče, pri višjih pa ležejo jajca, a kasnejša opazovanja tega niso potrdila. Danes vemo, da človeške ribice ležejo jajca.
Samica izleže do 70 jajc s premerom 12 mm in jih pritrdi med skale, kjer jih nato varuje. Ličinke merijo okoli 2 cm, ko se izležejo in še dober mesec po tem živijo od rumenjaka, shranjenega v celicah črevesne stene.
Značilen za razvoj proteusa, drugih jamskih in nekaterih površinskih repatih dvoživk je pojav heterohronije oz. pedomorfnosti - do preobrazbe ne pride, žival spolno dozori in vse življenje ohrani nekatere juvenilne znake ličinke . Pri Proteusu se heterohronija izraža kot neotenija - upočasnjen somatski razvoj ob normalnem razvoju gonad. Pri dvoživkah preobrazbo regulira hormon tiroksin, ki ga izloča ščitnica. Odsotnost preobrazbe pri človeški ribici pripisujemo neodzivnosti posameznih tkiv na tiroksin, saj je ščitnica normalno razvita in aktivna .
Močeril se premika s kačastim zvijanjem telesa; vloga slabo razvitih nog je pri premikanju le pomožna. Je plenilec, hrani se z rakci in s polži, poleti tudi z žuželkami. Hrane ne žveči, temveč požira celo. Ena od prilagoditev na jamsko okolje, natančneje na pomanjkanje hrane, je sposobnost dolgotrajnega stradanja. Odpornost na stradanje omogočajo zmožnost konzumacije velike količine hrane naenkrat in shranjevanje hranilnih snovi v obliki večjih količin lipidov ter glikogena v jetrih, ob pomanjkanju hrane pa redukcija aktivnosti in zmanjšanje stopnje metabolizma, v skrajnih primerih tudi izrazitejša izraba lastnih tkivnih rezerv . V kontroliranih poskusih so ugotovili, da lahko brez hrane preživi tudi do 10 let in se po tem dolgem obdobju lahko ponovno normalno prehranjuje .
Spolno neaktivne človeške ribice se rade zbirajo pod kamni, med razpokami in na drugih zaščitenih mestih. Domnevajo, da se živali najdejo na podlagi kemičnih sledi . Spolno aktivni samci pa vzpostavijo svoj teritorij, kamor privabljajo samice, in ga branijo pred drugimi samci. Vendar si zaradi omejenosti hrane ne morejo privoščiti trošenja energije za boje in srečanja po navadi ne vodijo dlje od postavljanja pred nasprotnikom. To lahko označimo za vedenjsko prilagoditev na življenje v jamah.
Razmnoževanje so doslej opazovali le v ujetništvu . Spolno zrelim samcem nabrekne kloaka, barva postane bolj živa, ob straneh repa se pojavita dve vrsti svetlejših lis, plavut pa se razširi in nakodra. Pri samici takih sprememb niso opazili. Samec lahko začne z dvorjenjem tudi brez prisotnosti samice. Iz izbranega območja preganja tekmece, domnevajo pa tudi, da izloča feromon, ki privablja samice. Ko se približa samica, začne krožiti okrog nje in jo pahljati z repom. Nato se z gobčkom dotika njenega telesa, samica pa s svojim njegove kloake. Ko se samica dotakne samčeve kloake, se on začne trzajoče pomikati naprej, samica pa mu sledi. Hkrati odloži semenski zavojček (spermatofor). Živali se pomikata naprej, dokler samica s svojo kloako ne zadene spermatofora. Nato obmiruje. Spermatofor se prilepi nanjo, spermiji pa splavajo v kloako. Dvorjenje se lahko v nekaj urah  večkrat ponovi.
Ocenjujejo, da človeška ribica v naravnem okolju dočaka okoli 58 let . Osebki v ujetništvu v delno naravnem okolju - betonskih bazenih - pa so živeli tudi po 70 let .

## Evolucija
Človeška ribica se je lahko razvila le iz neke prebivalke površinskih voda, ki je spominjala na črnega močerila. Paleogeografski in paleoklimatološki podatki - ob upoštevanju protejevih fizioloških zahtev - kažejo, da so se njegove najsevernejše populacije morda preselile v podzemlje šele po umiku ledenikov pred manj kot 10.000 leti. Genetske raziskave pri močerilu nakazujejo, da se je močeril razcepil na niz nekoliko različnih ras (morda pa celo vrst) že v površinskih rekah in jezerih v pliocenu. Ob napredujočem zakrasevanju so se populacije razširile tudi v podzemeljske vode, njihovi površinski deli pa so izumrli. Danes so populacije morfološko zelo podobne, kar je verjetno posledica prilagajanja na podobne razmere v okolju. Da je današnji vzorec razširjenosti predvsem posledica geografskih in klimatskih sprememb v preteklosti, dokazuje tudi dejstvo, da se razširjenost ujema z razširjenostjo drugih jamskih organizmov, npr. jamske kozice (Troglocaris), ki imajo popolnoma drugačno ekologijo.
Današnji črni močeril se je v podzemlje bodisi preselil zelo pozno, ali pa je bil v svojem bivališču razmeroma dobro oskrbovan s hrano, zato je lahko ohranil podobo površinske živali .

## Raznolikost
Človeške ribice iz različnih jamskih sistemov se precej razlikujejo po telesnih merah, pa tudi po barvi in nekaterih mikroskopskih znakih. Zgodnejši raziskovalci so na podlagi meritev dokazovali, da gre za vsaj pet ločenih vrst. Kljub temu je do danes obveljalo prepričanje, da razlike niso tako velike, da bi podpirale ločevanje. Poleg tega je oblika v določeni meri odvisna tudi od stanja živali (prehranjenost, bolezni itd.) in se razlikuje tudi med živalmi znotraj populacije. Osebki se med seboj najbolj razlikujejo po obliki glave - tisti iz Stične imajo v povprečju krajšo glavo kot tisti iz Tržiča in Istre.

### Črni močeril
Za podrobne podatke o tej temi glej Črni močeril.
Črni močeril (znanstveno ime Proteus anguinus parkelj) je podvrsta močerila, ki živi le v podzemlju v ožji okolici Črnomlja, na površini, manjši od 100 km2. Je torej belokrajnski endemit.  Prvič so ga našli leta 1986 člani Inštituta za raziskovanje krasa, ko so preučevali vodo iz kraškega izvira  Dobličice na Dolenjskem. Je normalno pigmentiran, poleg tega pa ima tudi krajšo in širšo glavo, sorazmerno krajše noge ter dobro razvite oči.

## Zgodovina raziskav
Domnevno je močeril prvič upodobljen kot 2 para kač s krili, ki so morda škrge, v reliefu na kamnitem obodu beneškega vodnjaka iz 10. stoletja, ki verjetno izvira s Krasa.
Žival je prvič nedoločno omenil Janez Vajkard Valvasor v Slavi vojvodine Kranjske (1689) kot zmajevega mladiča v zgodbi, ki ji ni verjel. Žive mladiče je prvi dobil iz Stične idrijski zdravnik G.A. Scopoli; preparirane primerke in risbe živali je razposlal nekaterim naravoslovcem in zbirateljem. Karlu Linneju je v pismu navdušen poročal o najdbi jamskega plazilca, ki ga je sam poimenoval Lacerta ceca.
Z natisnjenim znanstvenim opisom ga je prehitel Joseph Nicolai Laurenti (1768) s kratkim opisom in poimenovanjem Proteus anguinus. Prvi je človeško ribico natančno anatomsko preučil Carl Franz Anton Ritter von Schreibers v dunajskem muzeju. Živali mu je pošiljal Žiga Zois. Schreibers je žival 1801 predstavil v londonski Kraljevi družbi in pozneje še v Parizu. Odtlej je močeril svetovno znan in do zdaj predmet številnih raziskav. Primerke so iz Slovenije pošiljali po vsem svetu.
Močerila omenja tudi Charles Darwin v svojem delu O izvoru vrst z naravnim izborom ali ohranjanje boljših pasem za obstanek (1859) kot primer za redukcijo telesnih struktur zaradi neuporabe.
Temelje za funkcionalno-morfološke raziskave v Sloveniji je pred 30 leti postavila zoologinja Lili Istenič. Danes se na Slovenskem s človeško ribico ukvarjajo predvsem v Raziskovalni skupini za funkcionalno morfološke raziskave vretenčarjev na Oddelku za biologijo Biotehniške fakultete v Ljubljani pod vodstvom Borisa Buloga; Marko Aljančič pa v sodelovanju s to skupino v jamskem laboratoriju Tular v Kranju vzdržuje človeške ribice in spremlja njihov ontogenetski razvoj. Drugje v Evropi je nastalo nekaj jamskih laboratorijev, kjer gojijo in preučujejo človeške ribice, uvožene iz Slovenije. To so Moulis (Francija), Kent's cavern (Velika Britanija), Han-sur-Lesse (Belgija) in Aggtelek (Madžarska). Naselili so jih tudi v jame Hermannshöhle (Nemčija) in Grote Oliero (Italija), kjer živijo še danes.
V zadnjih letih so raziskovalci za iskanje človeških ribic priredili novo metodo okoljske DNK (»environmental« oz. eDNA) - zaznavanje in identificiranje fragmentov genskega zapisa v vzorcih vode, odvzetih iz jam. Ti fragmenti izvirajo iz bioloških ostankov človeških ribic (izločki, posneta koža ipd.) in jih je možno potrditi s sodobnimi, zelo občutljivimi tehnikami verižne reakcije s polimerazo (qPCR oz. RT-PCR). Na ta način je možno prisotnost človeških ribic zaznati posredno, kar močno olajša iskanje, saj je dostop do jam, kjer živijo, pogosto zelo težaven ali nemogoč. Najdba vzorca tudi pomeni, da so se človeške ribice v določenem okolju zadrževale pred kratkim ali so še vedno tam, saj prosta DNK v okolju hitro razpade. Z metodo eDNA so potrdili prisotnost človeške ribice na več deset novih lokacijah in pomaknili mejo znanega območja razširjenosti v Črni gori še bolj proti jugu. Hkrati so več kot podvojili število znanih lokalitet črnega močerila in ugotovili, da v nekaterih delih podzemlja verjetno celo sobivata.

## Ogroženost in varstvo
Ogroženost jamskih biotopov je povezana z onesnaženjem površinskih voda na kraškem svetu. S ponikalnicami pritekajo v podzemno okolje industrijsko in komunalno onesnažene vode, zaradi česar so življenjsko ogrožene občutljive jamske živali. Med strupene in nevarne snovi, ki ogrožajo tudi človeško ribico v podzemnih vodotokih, prištevamo vsekakor  umetna gnojila, pesticide, težke kovine in druge polutante.
Življenje v podzemlju je človeški ribici vtisnilo značaj prave jamske živali. Pogoje za uspešno življenje najde le v okolju, na katerega je dobro prilagojena. Povečana onesnaženost njenega življenjskega prostora z nevarnimi in strupenimi organskimi snovmi ter kovinami pa je zanjo lahko usodna. Človeška ribica namreč živi več deset let (do 70 let) in je zato lahko izpostavljena stresom, ki jih povzroči morebitna spremenjena kakovost voda in jamskih usedlin. Na povečano koncentracijo kovin se lahko odzove z njihovim prekomernim kopičenjem v tkivih oziroma organih, kar lahko resno ogrozi njen obstoj.
Na ravni Evropske unije je človeška ribica uvrščena v Dodatek II in Dodatek IV Direktive o ohranjanju naravnih habitatov ter prosto živečih živalskih in rastlinskih vrst - skrajšano Direktiva o habitatih (92/43/EEC). Cilj Dodatka II je ohranitev živalskih in rastlinskih vrst ter njihovih habitatov v ugodnem ohranitvenem statusu z zavarovanjem vrst oz. opredelitvijo posebnih varstvenih območij. Ta območja sestavljajo omrežje Natura 2000. Dodatek IV posebej opredeljuje »živalske in rastlinske vrste v interesu skupnosti, ki jih je treba strogo varovati«. Odvzem ali zadrževanje osebkov človeške ribice sta  tako dovoljena le pod strogo nadzorovanimi pogoji in v omejenem številu, ki ga določijo pristojni državni organi.
V Sloveniji so jo prvič formalno zavarovali leta 1922 z vsem jamskim živalstvom, vendar se ukrepi za varovanje v praksi niso izvajali. Leta 1982 so jo uvrstili v seznam redkih in ogroženih vrst - varstveni status je poleg zakona o naravni in kulturni dediščini opredeljeval odlok, ki pa prav tako ni bil učinkovit. Pomembnejši napredek je predstavljala šele uredba o zavarovanju ogroženih živalskih vrst iz leta 1993, ki velja za prelomni dosežek slovenskega naravovarstva nasploh. Z vstopom v Evropsko unijo in prevzemom evropskega pravnega reda je morala Slovenija vzpostaviti ustrezne mehanizme za zaščito vrst iz Direktive o habitatih. Človeška ribica je na tej podlagi uvrščena v novi Pravilnik o uvrstitvi ogroženih rastlinskih in živalskih vrst v rdeči seznam, Postojnska jama in ostali habitati človeške ribice pa so bili uvrščeni v slovenski del omrežja Natura 2000.
Na Hrvaškem je zaščitena po Pravilniku o zaščiti dvoživk - lov je dovoljen samo v znanstvene namene z dovoljenjem Državne uprave za zaščito narave in okolja. Varstveni status v Bosni in Hercegovini ter Črni gori ni opredeljen.

## Pomen človeške ribice za ljudi
Proteus je simbol slovenske naravne dediščine. Navdušenje znanstvenikov in širše javnosti nad tem prebivalcem slovenskega podzemlja traja že od odkritja dalje. Zaradi človeške ribice in drugih redkih prebivalcev jam je Postojnska jama ena od zibelk speleobiologije kot znanstvene discipline. Podoba človeške ribice prispeva velik del k prepoznavnosti Postojnske jame, kar Slovenija že dolgo izkorišča za promocijo izobraževalnega turizma v Postojni in drugih delih slovenskega Krasa. Turistična ponudba Postojnske jame tako vključuje tudi ogled speleobiološke postaje - Vivarija Proteus, ki predstavlja različne aspekte jamskega življenja.
- Na kovancu za 10 stotinov bivše nacionalne valute je upodobljena človeška ribica, pod njo pa latinsko ime »Proteus anguinus«.

Ime Proteus nosijo med drugim tudi:
- Najstarejša slovenska poljudnoznanstvena revija, ki izhaja od leta 1933. Izdaja jo Prirodoslovno društvo Slovenije.
- Glasilo podjetja Postojnska jama, turizem d.d.  Arhivirano 2007-09-06 na Wayback Machine.
- Mladinski hotel v Postojni.
- Postojnski radioklub.
- Postojnski ponudnik dostopa do interneta in TV studio.
- Srednješolsko tekmovanje iz biologije.

### Javna predstavitev biologije človeške ribice
Skupina za funkcionalno-morfološke raziskave vretenčarjev na Oddelku za biologijo, Biotehniška fakulteta se vse od sedemdesetih let ukvarja z raziskavami na človeški ribici in približno zadnjih 20 let pod vodstvom Borisa Buloga. Sredi sistematičnih raziskav je slovenske biologe presenetila najdba črnega proteusa.
V preteklih treh letih so potekale posamezne faze priprave stalne predstavitve črne človeške ribice v Jelševniku pri Črnomlju in z njo povezanega raziskovalnega dela. Sočasno je potekala namestitev posebnega videosistema za znanstveno opazovanje in snemanje živali v IR svetlobi.
- Osnova predstavitve je deset nazornih panojev v Zupančičevi hiši, opremljenih s krajšimi teksti in bogatim slikovnim materialom o zgodovini odkritja človeške ribice in črnega močerila, o njegovi biologiji (razmnoževanju, čutilnih sposobnostih -. mehanorecepciji, magnetorecepciji, fotorecepciji,... o rezultatih. raziskav kopičenja težkih kovin in drugih polutantov v njegovem okolju...). Ogledajo pa si lahko tudi poljudnoznanstveni film, nastal v sodelovanju z RTV Slo [43] in živo črno človeško ribico.
- Organizirajo se obiski predstavitve črne in bele človeške ribice preko centrov šolskih in obšolskih dejavnosti in obiski turistov. Obiskovalci (predvsem šolska mladina) ob strokovnem vodstvu lahko podrobneje spoznajo pravega slovenskega endemita, se seznanijo s potekom raziskav in zanimivimi biološkimi ugotovitvami vezanimi na to izjemno  živalsko vrsto.

#### V slovenščini
- Človeška ribica na straneh Prirodoslovnega muzeja Slovenije Arhivirano 2007-08-15 na Wayback Machine.
- Revija Proteus
- Človeška ribica tudi na znamki leta 1993 na straneh Pošte Slovenije
- prof.dr. Boris Bulog vam bo na domači strani Oddelka za biologijo, Biotehniške fakultete, Univerza v Ljubljani Arhivirano 2007-06-30 na Wayback Machine. odgovoril na vsa strokovna vprašanja in vprašanja o obisku predstavitve v Zupančičevi hiši, v Jelševniku pri Črnomlju.
- Jamski laboratorij Tular

#### V angleščini
- Flora and Fauna of Caves: Proteus anguinus
- Človeška ribica na AmphibiaWeb
- Človeška ribica na strani ARKive Arhivirano 2007-05-17 na Wayback Machine. - slike, filmi
- Napačna upodobitev človeške ribice na straneh Animal Diversity Web
- Ameriški sorodniki iz družine Proteidae na straneh Tree of life
- Slovenian practice example: Human Fish (Proteus anguinus) Arhivirano 2007-05-24 na Wayback Machine.